# Torilis arvensis subsp. recta
Torilis arvensis subsp. recta es una variedad de la especie Torilis arvensis de plantas herbáceas perteneciente a la familia de las apiáceas. Es originaria de la región del Mediterráneo.

## Descripción
Es una planta herbácea  que suele crecer sobre suelos húmedos, a menudo en el margen de canales y torrentes. Las hojas están bastante divididas como la mayoría de las especies de la familia. Las umbelas tienen flores blancas, no muy grandes y se encuentran sobre un pedúnculo bastante largo. Los frutos están llenos de aguijones o tubérculos a su alrededor. En zonas menos húmedas podemos encontrar la subespecie purpurea, con menos flores y estas de color rojizo. Torilis japonica se diferencia de Torilis arvensis porque tiene umbelas con brácteas en su base. Florece a finales de primavera hasta el verano.

## Distribución
Es originaria de la región del Mediterráneo. En la península ibérica se distribuye por Alicante, Barcelona, Castellón, Gerona, Islas Baleares, Lérida, Tarragona y Valencia. 

## Hábitat
Especie  terófita se encuentra en márgenes de bosques y caminos.

## Sinonimia
- Caucalis helvetica Jacq.
- Caucalis infesta var. elatior Gaudin
- Torilis arvensis var. elatior (Gaudin) Thell. in Hegi
- Torilis helvetica var. anthriscoides DC.
- Torilis helvetica (Jacq.) C.C. Gmel.[2]
- Torilis arvensis subsp. divaricata auct.
- Caucalis infesta (L.) Curtis
- Scandix infesta L. (1767)
- Torilis infesta (L.) Clairv. (1811)
- Lappularia infesta (L.) Pomel (1874)
- Torilis heterophylla var. helvetica (Jacq.) C.C.Gmel.[3]

## Nombre común
- Castellano: bardanilla.[2]